# Friedrich A. Meyer (Schiff)
Friedrich A. Meyer ist der Name eines Fahrgastschiffes in Wilhelmshaven. Es gehört dem Deutschen Marinemuseum und wird für Rundfahrten in den Wilhelmshavener Häfen eingesetzt.

## Geschichte
Die Daten zur Geschichte der Friedrich A. Meyer sind unvollständig und zum Teil auch widersprüchlich. Gebaut wurde das Schiff um 1925 bei der Anker-Werft in Berlin-Rummelsburg. Schubert nennt 1925 als Baujahr, Benja 1926 und im Binnenschifferforum findet sich hinter der Angabe „1925“ noch in Klammern die Jahresangabe „1929“. Das Schiff soll zunächst bis etwa 1945 Donau geheißen haben, danach Zander, ungefähr ab 1955 Seebär, ab 1962 Tourist, später (das Jahr des Namenswechsels scheint nicht sicher nachweisbar) Seerose, ab ungefähr 2000 Koralle.
Den Namen Friedrich A. Meyer erhielt das Schiff nach mehrmonatiger Restaurierung am 3. April 2017; es wurde damals von Ingrid Meyer nach deren Gatten, einem Gründungsvater und Sponsor des Wilhelmshavener Marinemuseums, getauft. In Wilhelmshaven ersetzte es ein kleineres Schiff namens Poseidon, das verschrottet wurde. 
Zuvor war das Schiff etwa ab dem Jahr 2000 unter dem Namen Koralle in Leer für Hafenrundfahrten genutzt worden. Die Koralle befand sich laut Dieter Schubert ab dem Jahr 1999 im Besitz der Germania-Schiffahrtsgesellschaft mbH in Leer. Die Nachfolge der Koralle in Leer trat ein holländisches Grachtenschiff an, das wiederum auf den Namen Koralle getauft wurde. Es handelt sich um die ehemalige Dr. Albert Plesman aus den Niederlanden, die 1958 gebaut wurde.
Vor der Zeit in Leer war das Schiff unter dem Namen Seerose bei der Friedrichstädter Grachten- und Treeneschiffahrt Günther Schröder im Einsatz. Nach Schubert war die Seerose, als sie verkauft wurde, 13 Meter lang und 3,09 Meter breit und hatte einen Tiefgang von 0,7 Metern. Sie besaß damals einen 65-PS-Motor und war für 60 Fahrgäste zugelassen. 
Schubert berichtet von mehreren Umbauten. Bis 1999 sei das Schiff 14,32 Meter lang gewesen. Damals sei eine Änderung am Abweiser achtern vorgenommen worden. 1987 habe das Schiff bei einem größeren Umbau neue Aufbauten erhalten. 1962/63 sei es ebenfalls umgebaut worden, dabei sei der Tiefgang verringert worden.
Bevor das Schiff den Namen Seerose erhielt, hieß es Tourist. Hier allerdings werden die Angaben ungenau. Laut Dieter Schubert war die Tourist 15 Jahre lang in privatem Besitz in Lübeck und zuvor in Ratzeburg im Einsatz. Dies widerspricht allerdings der Darstellung Günter Benjas. Laut Benja gehörte die Tourist neben den Schiffen Christel und Fortuna noch 1975 zur Fahrgastschiffahrt Herbert Grundmann in Hanau. Grundmann hatte in der Tat  auf den Ratzeburger Seen Personenschifffahrt betrieben, aber, so Benja, 1973 seinen Betrieb nach Hanau verlegt. Dieser Schritt in der Geschichte des Schiffes findet sich bei Schubert nicht. Benja gibt als Daten für die Tourist im Jahr 1975 an: Gebaut 1926 bei Anker in Berlin, Antrieb mit 80 PS, was eine Geschwindigkeit von 20 km/h ermöglichte, Länge: 14,50 Meter, Breite: 3,40 Meter, Tiefgang: 0,60 Meter. Zugelassen war die Tourist in Hanau für die Beförderung von 80 Personen. Die Abbildung bei Benja zeigt ein Fahrgastschiff mit Sitzbänken auf dem offenen Vordeck und einem Aufbau, der noch aus der Erbauungszeit des Schiffes stammen dürfte. Die Tourist trägt auf dem Bild ein Schild, auf dem Rundfahrten angeboten werden.
Bevor das Schiff 1963 auf den Namen Tourist getauft wurde, hieß es Seebär. Auch als Seebär war es laut Schubert schon in Ratzeburg beheimatet. Bis 1955 war es als Zander im Besitz eines Kaufmanns namens Zander in Hude, davor soll es bis etwa 1945 im Raum Königsberg/Memel als Donau gefahren sein.
Im Binnenschifferforum wird die Friedrich A. Meyer angesichts ihres Aufbaus von 1987 als Grachtenboot bezeichnet; ursprünglich war sie aber kein solches. In Wilhelmshaven, wo sie 2017 als Friedrich A. Meyer in Dienst gestellt wurde, wird das Schiff als Motorbarkasse bezeichnet. Der Rundfahrtbetrieb mit der Friedrich A. Meyer kam zwischenzeitlich zum Erliegen, da der Hafenkapitän von Wilhelmshaven das Schiff nicht für sicher hielt. Nach einem längeren Rechtsstreit wurden die Empfehlungen eines Gutachters umgesetzt und die beanstandeten Sicherheitsmängel beseitigt.